# Vänersnäs skärgårds naturreservat

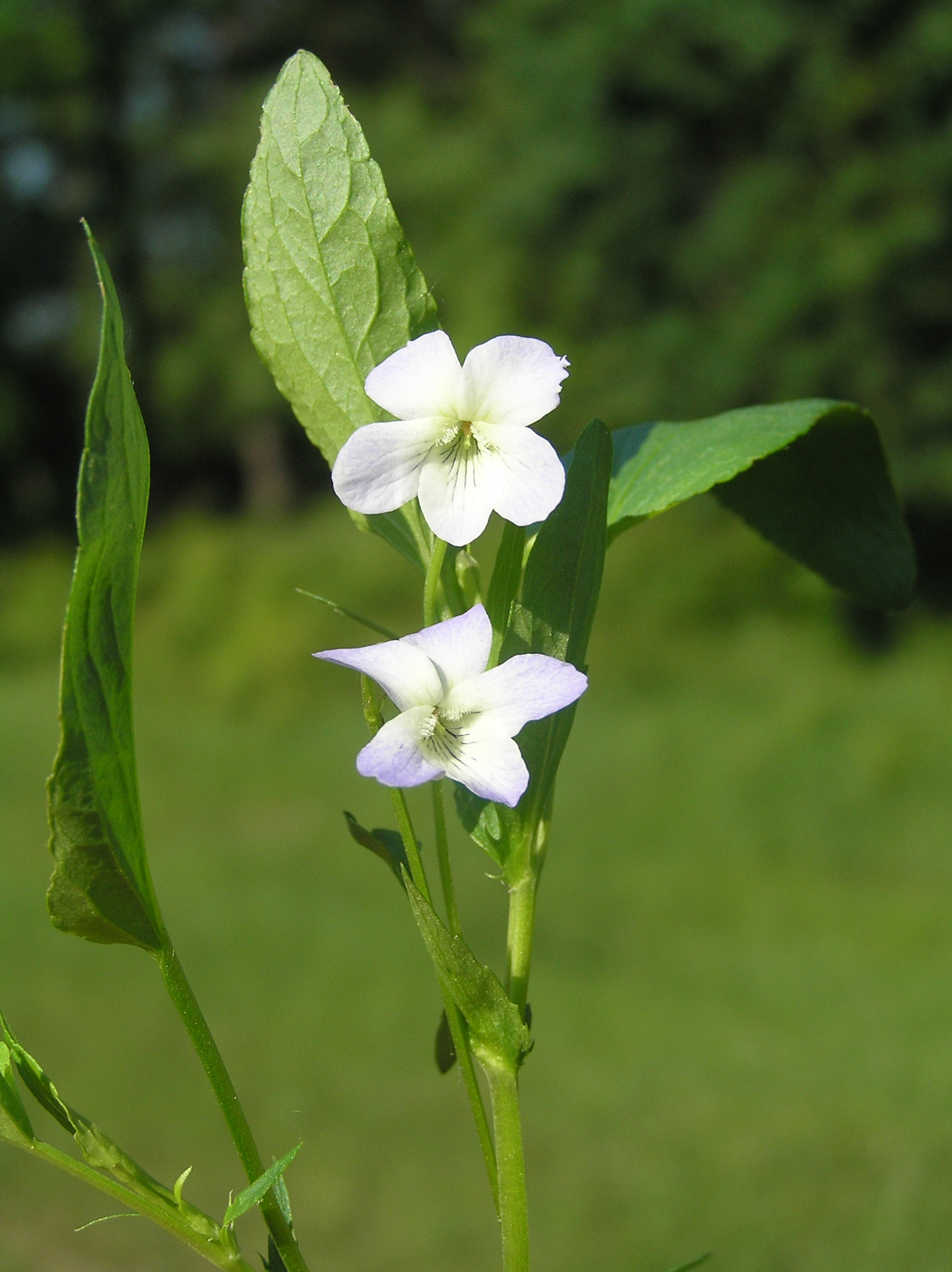
Strandviol

Vänersnäs skärgård är ett naturreservat i Vänersnäs socken i Vänersborgs kommun i Västergötland.
Reservatet bildades 2002 och omfattar 799 hektar. Det består av ett skärgårdsområde i sjön Vänern, nordöst om halvön Vänersnäs. 
Området består av skogklädda öar, örtängar, holmar, kala skär och vidsträckta vassområden. Reservatets hällmarker karaktäriseras av mager tall- och granskog. På vissa av öarna växer gammal naturskog med grova träd och det finns gott om död ved. De är rikligt bevuxna med trädsvampar som sälgticka, styvskinn, eldticka och ringmussling. På  steniga stränder växer renfana, liten fetknopp, getväppling, ängsskallra, jungfrulin och strandviol. Hällmarkerna har fläckvis mycket artrika och välutvecklade lavsamhällen med olika påskrislavar, renlavar och raggmosslav.
Viktiga häckningsplatser finns i de yttre öarna. Där finns fiskmås, gråtrut, skrattmås, havstrut, silltrut, fisktärna, storlom, småskrake, strandskata och drillsnäppa. 
Naturreservatet förvaltas av Västkuststiftelsen.
Området ingår i EU:s ekologiska nätverk av skyddade områden, Natura 2000.